# 신천지 대구교회 코로나19 집단 감염 사건
신천지 대구교회 코로나19 집단 감염 사건은 대한민국 대구광역시에 위치한 신천지 대구교회에서 일어난 코로나19 집단감염이다.
신천지예수교 증거장막성전에서 코로나19 집단감염이 일어난 뒤 전국적으로 바이러스를 확산시킨 사건이다. 확인된 총 확진자는 5,214명이며, 일명 '1차 대유행'이라 불린다. 이 사건 때문에 국내 코로나 상황이 180도 뒤집혔다. 이 사건으로 인해 신천지는 교인 명단과 교회와 위장시설 등이 공개되고 대표 이만희는 방역 방해 혐의로 구속되거나 살인죄로 고발당하기도 했다.

## 전개
코로나19가 중화인민공화국에서 처음 발생한 이후 대한민국에서는 1월 20일 첫 번째 확진자가 발생하고, 2월 16일까지 30명의 확진자가 발생하였다. 확진자 증가 추세가 하루에 한두 명 수준이고, 확진자의 동선 정보 공개도 바로바로 되었다. 게다가 당시 소수의 확진자는 수도권 지방 위주로 발생하고 있었고, 대구광역시와 경상북도 지방은 표면상으론 1명의 확진자도 발생하지 않은 지역이었다고 밝힌 바 있으며, 이 중 2명이 각각 1월 29일과 2월 1일 병원에 입원했다. 잠복기를 감안하면 신천지 집단 감염 사태가 발생하기 전인 1월에 대구 역시 전염이 시작되고 있었던 것. 그러나 2월 18일 31번째 확진자가 나타나면서 상황은 급변하게 된다.
신천지 신도로 밝혀진 31번 환자 이후 20명의 추가 확진자가 발생하면서, 대구 경북 지역의 신천지 교인을 중심으로 대량 확진자가 발생하기 시작하였다. 이로 인해 30명에서 소강 상태였던 확진자 수가 수백 배로 치솟았으며, 이탈리아를 시작으로 유럽, 아메리카의 확진자가 폭발하기 시작한 3월 10일 이전까지는 확진자 수 순위가 중화인민공화국에 이은 세계 2위, 인구 수 대비로는 세계 1위까지 올라가기도 했다.
이에 따라 몇몇 국가에서 한국인 여행객 입국을 금지시키기도 했다.